# Чедомир Колар
Чедомир Колар (Ријека) је филмски продуцент.

## Биографија
Дипломирао је продукцију на Факултету драмских уметности у Београду 1911. године. Мајка му је Српкиња из Црне Горе а отац Хрват.
Од 1991. године продуцент је за продукцијску кућу Ноé у Паризу.
Продуцент је филма Ничија земља који је награђен Оскаром као и Пре кише који је освојио Златног лава на ИФФ у Венецији.
Филмови које је Колар продуцирао били су приказани на водећим светским фестивалима као што су Кан, Берлин, Венеција.
Био је члан жирија београдског ФЕСТ-а.
Живи у Паризу где од 2003. има своју продуцентску кућу A.S.A.P. Films.
Филм који је продуцирао Године 2017. добио је европску награду за копродуцкију - Prix Eurimages.

## Одабрана филмографија
- Вирџина
- Ничија земља
- Пре кише
- Beshkempir
- Епизода у животу берача гвожђа
- Кентаур
- Фокстрот
- Отац